# "Crocodylus" affinis
"Crocodylus" affinis — це вимерлий вид крокодилоїдів з еоцену Вайомінгу. Скам'янілості формації Бріджер були вперше описані американським палеонтологом Отніелем Чарльзом Маршем у 1871 році. Марш описав цей вид, разом із усіма іншими видами крокодилоїдів у формації Бріджер, у складі роду Crocodylus. Відомий екземпляр «Crocodylus» affinis — це череп, знайдений у Грізлі Баттс, штат Вайомінг. Останні філогенетичні дослідження крокодилоїдів показують, що "C." affinis не є видом Crocodylus, але рід ще не був створений, щоб включити цей вид. Інші види Бріджерів, такі як Crocodylus clavis і Brachyuranochampsa zangerli, були синонімічні до "C." affinis. Дослідження Lee & Yates у 2018 році з використанням морфологічних, молекулярних (секвенування ДНК) і стратиграфічних (вік скам’янілостей) даних встановило взаємозв’язки між Crocodilia, які були розширені в 2021 році Hekkala та ін. використовуючи палеогеноміку шляхом вилучення ДНК з вимерлого Voay.